# 조앤 세버런스
조앤 마리 세버런스(영어: Joan Marie Severance, 영어 발음: /ˈsɛvərəns/, 1958년 12월 23일~)는 미국의 배우, 모델, 영화 제작자이다.

## 출연 작품
- 로스트 골드 오브 칸 (2011년)
- 본 (2007년)
- 위키드 위키드 게임즈 (2006년)
- 은밀한 본능 (2006년) - 리자 웨인 역
- 원 트리 힐 (2003년)
- 즐거운 인생 (1998년)
- 인 다크 플레이스 (1997년)
- 킬링 코드 (1996년)
- 어느 바람둥이의 종말 (1996년)
- 블랙 스콜피온 (1995년)
- 하드 에비던스 (1995년)
- 컨트롤 게임 (1995년)
- 페이백 (1995년)
- 레이크 컨시퀀스: 위험한 관계 (1993년) - 아이린 역
- 크리미널 인텐트 (1992년)
- 베이비 대소동 (1992년)
- 레드 슈 다이어리 2 (1992년)
- 룬스톤 (1991년)
- 위험한 추적 (1991년)
- 죽음의 함정 (1991년)
- 전선 위의 참새 (1990년) - 레이첼 바니 역
- 뉴욕 살인 사건 (1989년)
- 3인의 약혼녀 (1989년)
- 죽느냐 사느냐 (1989년) - 사만다 무어 역

### 텔레비전
- 와이즈가이 (1987년)